# The Mystery of the Yeti
The Mystery Of The Yeti ou Mystery of the Yeti é um projeto de música psicodélica ambiente composto pelos membros do The Infinity Project, Total Eclipse, Hallucinogen (Simon Posford) e Doof. E, ocasionais colaborações de Raja Ram. O The Mystery Of The Yeti foi influente para a evolução posterior de Goa trance.

## Discografia
- The Mystery Of The Yeti (1996)
- The Mystery Of The Yeti / Mystical Experiences (2004)